# Vlag van Wichelen
De vlag van Wichelen werd door de gemeenteraad op 17 juni 1982 officieel vastgesteld als de gemeentelijke vlag van de Oost-Vlaamse gemeente Wichelen. Op 3 december 1984 werd hij door het Bestuur van Vlaanderen bevestigd en uiteindelijk gepubliceerd op 8 juli 1986 in het officiële Belgisch Staatsblad.
Officieel wordt de vlag beschreven als:
Drie even hoge banen van blauw, van geel en van rood
De drie banen van de vlag staan voor de drie voormalige gemeenten die zijn opgegaan in Wichelen; hun kleuren zijn afkomstig van het gemeentewapen.

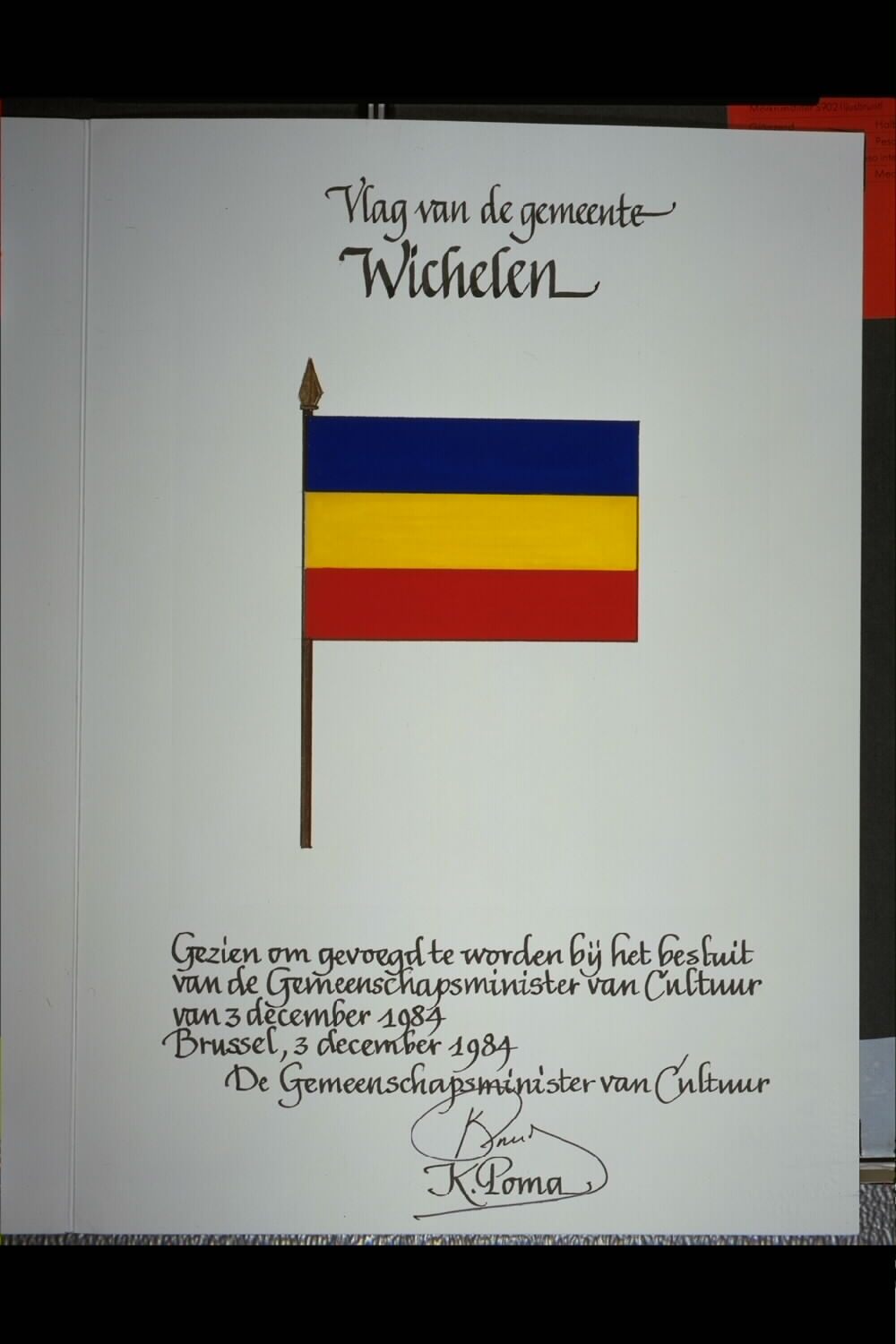
Ontwerp vlag getekend door Karel Poma